# برايان ييل
برايان ييل (بالإنجليزية: Brian Yale)‏ هو موسيقي أمريكي، ولد في 14 نوفمبر 1968 في كارميل-بي-ثي-سي في الولايات المتحدة.

## وصلات خارجية
- برايان ييل على موقع IMDb (الإنجليزية)
- برايان ييل على موقع ميوزك برينز (الإنجليزية)
- برايان ييل على موقع أول ميوزيك (الإنجليزية)
- برايان ييل على موقع ديسكوغز (الإنجليزية)
- برايان ييل على موقع قاعدة بيانات الفيلم (الإنجليزية)